# Kabinett Heemskerk Azn.
Das Kabinett Heemskerk Azn. war das achtzehnte Kabinett der Niederlande. Es bestand vom 23. April 1883 bis zum 21. April 1888.

## Zusammensetzung
| Amt                    | Amtsinhaber | Bemerkungen                                                                  |
| ---------------------- | --- | ---------------------------------------------------------------------------- |
| Premierminister        | Jan Heemskerk |                                                                              |
| Auswärtiges            | Pieter Joseph August Marie van der Does de Willebois Abraham van Karnebeek                                            | bis 1. November 1885 ab 1. November 1885                                     |
| Justiz                 | Marc Willem du Tour van Bellinchave                                                                                   |                                                                              |
| Inneres                | Jan Heemskerk |                                                                              |
| Finanzen               | Willem Johan Lucas Grobbée Jacobus Cornelis Bloem                                                                     | bis 4. Mai 1885 ab 4. Mai 1885                                               |
| Krieg                  | August Willem Philip Weitzel                                                                                          |                                                                              |
| Marine                 | Frederik Lambertus Geerling Willem Frederik van Erp Taalman Kip Willem Lodewijk Adolf Gericke Frederik Cornelis Tromp | bis 19. April 1884 bis 4. August 1885 bis 26. Januar 1887 ab 26. Januar 1887 |
| Verkehr und Wirtschaft | Johannes Gregorius van den Bergh Frederik Cornelis Tromp (komm.) Jacob Nicolaas Bastert                               | bis 10. Juli 1887 bis 11. Juli 1887 ab 11. Juli 1887                         |
| Kolonien               | Franciscus Gerard van Bloemen Waanders August Willem Philip Weitzel (komm.) Jacobus Petrus Sprenger van Eyk           | bis 25. November 1883 bis 27. Februar 1884 ab 27. Februar 1884               |